# 2014 год в автомобилестроении
Список событий в автомобилестроении в 2014 году.

## События

### Январь
- 15 — Michelin разработала технологию «EverGrip» для шин.[1]
- 17 — Создан новый производитель David Brown Automotive.[2]

### Февраль
- 25 — Hennessey Venom GT побил рекорд скорости Bugatti Veyron Super Sport, который был установлен в 2010 году.[3]

### Март
- 3 — Peugeot 308 выбран автомобилем 2014 года. Второе и третье места заняли электромобили BMW i3 и Tesla S[4].

### Апрель
- 9 — Компания Land Rover разработала технологию дополнительной реальности «Transparent Bonnet Concept», которая позволяет водителю видеть дорогу сквозь капот, делая его «прозрачным».[5]
- 10 — Компания BMW разрабатывает OLED-фары.[6]
- 23 — Ралли-рейд «Шелковый путь» отменён и перенесён на 2015 год.[7]
- 24 — Компания Toyota установила рекорд продаж, продав за 2013 год 10,13 миллиона автомобилей.[8]
- 29 — Audi A3 на международном автосалоне в Нью-Йорке определён лучшим автомобилем 2014 года.[9]

### Май
- 29 — День военного автомобилиста
- 31 — Снят с производства Hindustan Ambassador. Выпуск автомобиля продолжался 57 лет, за это время его дизайн не изменился.[10]

### Июнь
- 13 — Mercedes-Benz представил двигатель для AMG GT.[11]
- 25 — Google представила Android Auto — интерфейс операционной системы Android для автомобилистов.[12]

### Август
- 12 — На продажу выставили автомобиль Wanderer W11/1 принадлежавший рейхсфюреру СС Генриху Гиммлеру.[13]
- Tesla и Panasonic подписали соглашение о строительстве завода Gigafactory 1 по производству литиевых аккумуляторов для электроавтомобилей.[14]

### Сентябрь
- 16
  - Показан первый в мире автомобиль, созданный на 3D-принтере.[15]
  - Немецкий поставщик запчастей ZF Friedrichshafen AG объявил о покупке американского конкурента TRW.[16]
- 18
  - Компания Vencer заявила о начале сборки первого экземпляра своей единственной модели Sarthe.[17]
  - — Ferrari 250 GTO Berlinetta 1962 года стал самым дорогим автомобилем в мире, проданным с аукциона. Покупатель за автомобиль отдал 38 миллионов 115 тысяч долларов.[18]
- 19 — Таможенная служба США вернула Jaguar XK-E 1967 года владельцу, который был угнан у него 46 лет назад.[19]
- 22 — На продажу выставили уникальный концепт-кар Italdesign Aztec 1988 года выпуска.[20]

### Ноябрь
- 18 ноября — на автосалоне в Лос-Анджелесе Mazda показала мини кроссовер Mazda CX-3[21]

### Декабрь
- 8 — Компания BMW представила самую дорогую краску — Pure Metal Silver («чистый серебряный металик»).[22]

## События без точной даты

### Представлены новые автомобили
- январь — Infiniti Q50 Eau Rouge, Nissan NV200 London Taxi, Peugeot 308 SW, Lexus RC F, Zenos E10, Kia GT4 Stinger
- февраль — Koenigsegg One:1, Arash AF-8[23], Renault Kwid Concept[24]
- март — David Brown Automotive Speedback GT, Toyota TS040 Hybrid, Mitsubishi Lancer Evolution X FQ-440 MR, Mastretta MXT, Hennessey Venom GT World’s Fastest Edition, Ford Fiesta Hot Hatch Edition, Bugatti Veyron Grand Sport Roadster «Vitesse» «Rembrandt Bugatti», Abarth 695 Biposto, McLaren 650S Spider[25], QUANT e-Sportlimousine[26], Subaru Viziv 2[27], Citroen C1 Swiss & Me[28]
- апрель — CH-Auto Event[29], HPD ARX-04b[30], Bugatti Veyron Grand Sport Roadster «Vitesse» «Black Bess»[31], BAIC BJ80[32], BAIC BJ100[33], BAIC X5, Leopard C3, Hongqi H7, JAC A6, Zotye E20, Audi TT Offroad[34],Lincoln MKX, BMW X6[35], Lifan 820, Mazda MX-5 25th Anniversary Edition, Audi RS7 Dynamic Edition, Ugur Sahin Project F, MINI Paceman GoalCooper, Lamborghini Aventador Jackie Chan Edition[36],Trident Iceni[37], Chevrolet Cruze II, Peugeot 408 II, Citroen DS 6WR[38], Peugeot Exalt Concept[39], Volkswagen Golf R 400[40], BMW Vision Future Luxury Concept[41]
- май — Ariel Atom 3.5R[42], Rezvani Beast[43], Audi A3 clubsport quattro[44], Bentley Mulsanne 95[45], Skoda CitiJet[46], Lamborghini 5-95 Zagato[47], Volkswagen Amarok Power, MINI Superleggera Vision concept[48], GMC Sierra All Terrain HD 2015[49], Audi R8 LMX[50], Volkswagen Golf GTI Wolfsburg Edition[51], Hyundai Veloster Midship Concept[52].
- июнь — Innotech Aspiron, Pagani Zonda 760 X, Jaguar F-Type Project 7[53], Elemental RP-1, Ferrari F12 TRS[54], Seat Leon X-Perience[55], Lotus Exige LF1, ATS Sport
- июль — Saleen S302 Mustang[56], Aston Martin DP-100 Vision Gran Turismo[57]
- август — VSpeed V77 Gran Turismo[58], Bugatti Veyron Grand Sport Vitesse Ettore Bugatti[59], Renovo Coupe[60]
- сентябрь — Zenos E10 S[61], Toyota Urban Utility[62], Ford Falcon Ute[63], Nissan Project Titan[64], HSV GTS Maloo[65], Lexani Motorcars, Cadillac Escalade Concept One 2015[66], Subaru Forester STI tS[67], Bentley Mulsanne Speed[68], Nissan Sparky[69]
- октябрь — Aston Martin Vanquish Carbon Edition[70], Peugeot Exalt Paris Concept[71], Ford Mustang 302[72], Audi TT[73], Volkswagen Phaeton[74], Silverado Toughnology[75], Toyota Tundra Bass Pro Shops Off-Road Edition[76], Audi S3 Limited Edition[77], Chevrolet Colorado Sport Concept[78], Audi TT Sportback Concept[79], Subaru Impreza[80], Ferrari 458 Speciale A[81], Porsche Cayenne S E-Hybrid[82], MINI Cooper S 2015 Hardtop[83], Mercedes-Benz S550 Plug-in Hybrid[84], Kia Optima T-Hybrid 2015[85], Lexus GS F[86], Infiniti Q80 2015[87]
- ноябрь — Honda FCV Concept[88],Kiira EV Smack[89] Audi Prologue Coupe Concept,[90] Mercedes-Benz-Maybach S600,[91] Ford Mustang Galpin Rocket,[92], Mazda CX-3
- декабрь — Ferrari FXX K,[93] Willys AW 380 Berlinetta,[94] Ferrari Pininfarina Sergio,[95] Aston Martin DB10,[96] BMW 30 Jahre M5,[97]